# Georg Ehrlich (Maler)

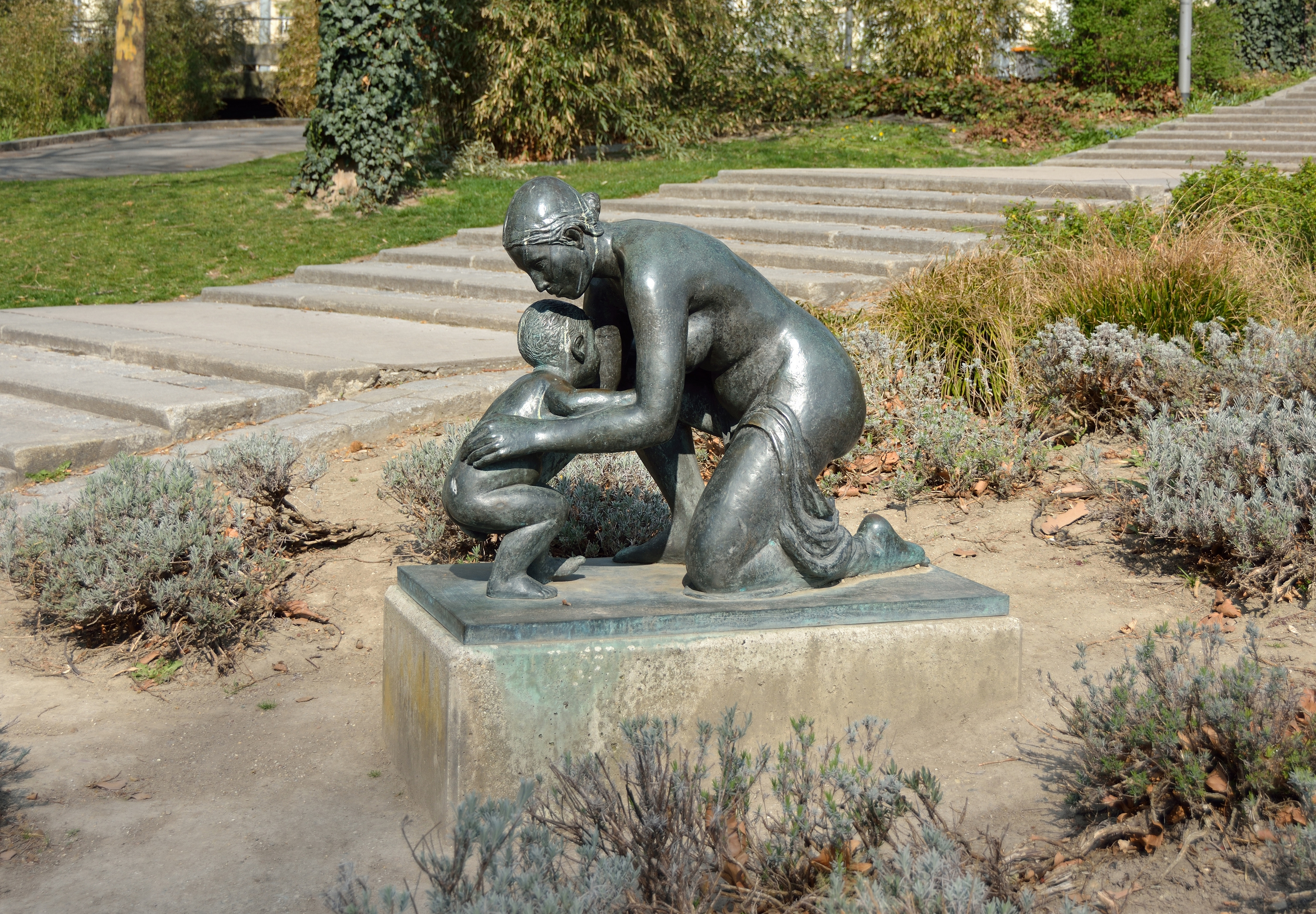
Kniende Mutter mit Kind, Skulptur am Karlsplatz, Wien-Wieden

Georg Ehrlich (geboren am 22. Februar 1897 in Wien, Österreich-Ungarn; gestorben am 1. Juli 1966 in Luzern) war ein österreichischer Maler und Bildhauer.

## Leben
Georg Ehrlich studierte 1913 und 1914 an der Wiener Kunstgewerbeschule bei Oskar Strnad und Anton von Kenner. Ab 1916 war er Kriegsteilnehmer und verarbeitete anschließend die Kriegseindrücke mit künstlerischen Mitteln. Seine erste Ausstellung hatte er in der Künstlergruppe Freie Bewegung. Von 1920 bis 1924 lebte er in München und Berlin; er wurde in dieser Zeit Mitglied im Deutschen Künstlerbund. 1925–1928 war er Mitglied der Wiener Künstlervereinigung Hagenbund.
Das Hauptwerk Ehrlichs bildet ein lithographischer Bibelzyklus, in welchem er seine Erfahrungen aus dem Ersten Weltkrieg aufarbeitete, sowie Bronzeplastiken, Porträt- und Landschaftsgemälde.
Da Ehrlich Jude war, wurde er gezwungen, seine Heimat Österreich zu verlassen, er emigrierte 1937 nach England und verbrachte auch die Zeit des Zweiten Weltkrieges dort. Er schuf das Mahnmal zur Erinnerung an die Zerstörung von Coventry.
1937 wurden in der Nazi-Aktion „Entartete Kunst“ nachweislich sechs Grafiken Ehrlichs aus öffentlichen Sammlungen in Deutschland beschlagnahmt.
Georg Ehrlich war verheiratet mit der Malerin Bettina Bauer-Ehrlich.
Im Jahr 1977 wurde in Wien-Donaustadt (22. Bezirk) der Georg-Ehrlich-Weg nach ihm benannt.

## Werke (Auswahl)

### 1937 als „entartet“ aus öffentlichen Sammlungen in Deutschland beschlagnahmte Werke
- Illustration zu Dostojewski (Lithografie; Städtische Kunsthalle Mannheim; vernichtet)
- Susanna im Bade (Lithografie; Städtische Kunsthalle Mannheim; Verbleib ungeklärt)
- Die Sommermadonna (Lithografie; Städtische Kunsthalle Mannheim, Staatliches Museum Saarbrücken; zerstört)
- Porträt T. B. (Lithografie; Städtische Kunsthalle Mannheim; zerstört)[4]
- Frauenbildnis mit aufgelösten Haaren (Lithografie; Städtische Galerie Nürnberg; zerstört)[5]
- Tänzerin Niddy Impekoven (Lithografie; Städtische Galerie Nürnberg; zerstört)

### Weitere Werke (Auswahl)
- PAX, Skulptur, in Coventry, 1945.

## Auszeichnungen

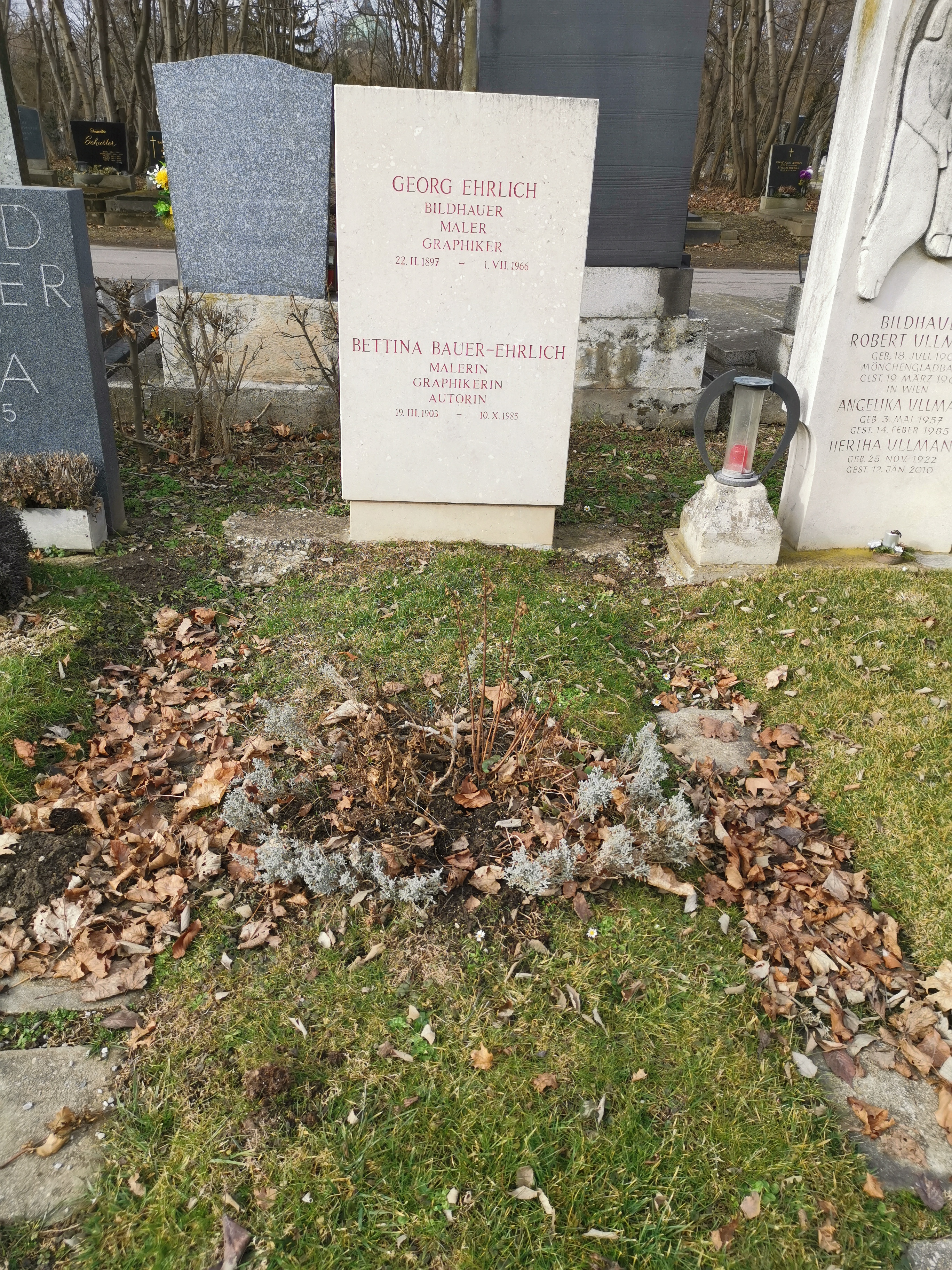
Grabstätte

- 1961: Preis der Stadt Wien für Bildhauerei
- Ehrengrab der Stadt Wien im Zentralfriedhof[6]